# Héctor Acuña
Héctor Fabián Acuña Maciel (Montevideo, 27 ottobre 1981) è un ex calciatore uruguaiano, di ruolo attaccante.

## Palmarès

### Competizioni nazionali
- Copa Colombia: 1

Deportes Tolima: 2014